# 索爾特克里克鎮區 (印地安納州門羅縣)
索爾特克里克鎮區（英語：Salt Creek Township）是位於美國印地安納州門羅縣的一個行政鎮區。

## 地方資料
根據2010年美國人口普查的數據，索爾特克里克鎮區的面積為77.10平方千米，當中陸地面積為69.10平方千米，而水域面積為8.00平方千米。當地共有人口1513人，而人口密度為每平方千米19.62人。

## 外部連結
- Indiana Township Association （页面存档备份，存于）
- United Township Association of Indiana （页面存档备份，存于）
- City-Data.com page for Salt Creek Township （页面存档备份，存于）